# Łaziska Górne
Łaziska Górne é um município da Polônia, na voivodia da Silésia e no condado de Mikołów. Estende-se por uma área de 20,07 km², com 22 418 habitantes, segundo os censos de 2016, com uma densidade de 1117,0 hab/km².